# Liste der Olympiasieger im Segeln/Medaillengewinnerinnen
Diese Liste ist Teil der Liste der Olympiasieger im Segeln. Sie führt sämtliche Medaillengewinnerinnen in den ausschließlich für Frauen ausgeschriebenen Segelwettbewerben bei Olympischen Sommerspielen auf, gegliedert nach Bootstypen und -klassen.

## Einhandjollen
Verwendete Bootsklassen:
- Europe (1992–2004)
- Laser Radial (seit 2008)

### Europe
| Olympia | Gold              | Silber               | Bronze               |
| ------- | ----------------- | -------------------- | -------------------- |
| 1992    | Linda Andersen    | Natalia Vía Dufresne | Julia Trotman        |
| 1996    | Kristine Roug     | Margriet Matthijsse  | Courtenay Becker-Dey |
| 2000    | Shirley Robertson | Margriet Matthijsse  | Serena Amato         |
| 2004    | Siren Sundby      | Lenka Šmídová        | Signe Livbjerg       |

### Laser Radial
| Olympia | Gold              | Silber                 | Bronze            |
| ------- | ----------------- | ---------------------- | ----------------- |
| 2008    | Anna Tunnicliffe  | Gintarė Volungevičiūtė | Xu Lijia          |
| 2012    | Xu Lijia          | Marit Bouwmeester      | Evi Van Acker     |
| 2016    | Marit Bouwmeester | Annalise Murphy        | Anne-Marie Rindom |
| 2020    | Anne-Marie Rindom | Josefin Olsson         | Marit Bouwmeester |
| 2024    | Marit Bouwmeester | Anne-Marie Rindom      | Line Flem Høst    |

## Zweihandjollen
Verwendete Bootsklassen:
- 470er (seit 1988)
- 49erFX (seit 2016)

### 470er
| Olympia | Gold                                          | Silber                                         | Bronze                                              |
| ------- | --------------------------------------------- | ---------------------------------------------- | --------------------------------------------------- |
| 1988    | Vereinigte Staaten Allison Jolly Lynne Jewell | Schweden Marit Söderström Birgitta Bengtsson   | Sowjetunion Laryssa Moskalenko Iryna Tschunychowska |
| 1992    | Spanien Theresa Zabell Patricia Guerra        | Neuseeland Leslie Egnot Janet Shearer          | Vereinigte Staaten J. J. Isler Pamela Healy         |
| 1996    | Spanien Begoña Vía Dufresne Theresa Zabell    | Japan Yumiko Shige Alicia Kinoshita            | Ukraine Olena Pacholtschyk Ruslana Taran            |
| 2000    | Australien Jenny Armstrong Belinda Stowell    | Vereinigte Staaten J. J. Isler Sarah Glaser    | Ukraine Olena Pacholtschyk Ruslana Taran            |
| 2004    | Griechenland Sofia Bekatorou Emilia Tsoulfa   | Spanien Natalia Vía Dufresne Sandra Azón       | Schweden Therese Torgersson Vendela Zachrisson      |
| 2008    | Australien Elise Rechichi Tessa Parkinson     | Niederlande Marcelien de Koning Lobke Berkhout | Brasilien Fernanda Oliveira Isabel Swan             |
| 2012    | Neuseeland Jo Aleh Olivia Powrie              | Großbritannien Hannah Mills Saskia Clark       | Niederlande Lisa Westerhof Lobke Berkhout           |
| 2016    | Großbritannien Hannah Mills Saskia Clark      | Neuseeland Jo Aleh Olivia Powrie               | Frankreich Camille Lecointre Hélène Defrance        |
| 2020    | Großbritannien Hannah Mills Eilidh McIntyre   | Polen Agnieszka Skrzypulec Jolanta Ogar        | Frankreich Camille Lecointre Aloïse Retornaz        |
| 2024    | Niederlande Odile van Aanholt Annette Duetz   | Schweden Vilma Bobeck Rebecca Netzler          | Frankreich Sarah Steyaert Charline Picon            |

### 49erFX
| Olympia | Gold                                 | Silber                              | Bronze                                       |
| ------- | ------------------------------------ | ----------------------------------- | -------------------------------------------- |
| 2016    | Brasilien Martine Grael Kahena Kunze | Neuseeland Alex Maloney Molly Meech | Dänemark Jena Hansen Katja Salskov-Iversen   |
| 2020    | Brasilien Martine Grael Kahena Kunze | Deutschland Tina Lutz Susann Beucke | Niederlande Annemiek Bekkering Annette Duetz |

## Kielboote
Verwendete Bootsklassen:
- Yngling (2004–2008)
- Elliott 6m (2012)

### Yngling
| Olympia | Gold                                                    | Silber                                                     | Bronze                                                              |
| ------- | ------------------------------------------------------- | ---------------------------------------------------------- | ------------------------------------------------------------------- |
| 2004    | Großbritannien Sarah Ayton Shirley Robertson Sarah Webb | Ukraine Hanna Kalinina Switlana Matewuschewa Ruslana Taran | Dänemark Dorte Jensen Helle Jespersen Christina Otzen               |
| 2008    | Großbritannien Sarah Ayton Sarah Webb Pippa Wilson      | Niederlande Mandy Mulder Annemieke Bes Merel Witteveen     | Griechenland Sofia Bekatorou Sofia Papadopoulou Virginia Kravarioti |

### Elliott 6 m
| Olympia | Gold                                                 | Silber                                             | Bronze                                              |
| ------- | ---------------------------------------------------- | -------------------------------------------------- | --------------------------------------------------- |
| 2012    | Spanien Támara Echegoyen Ángela Pumariega Sofía Toro | Australien Olivia Price Nina Curtis Lucinda Whitty | Finnland Silja Lehtinen Silja Kanerva Mikaela Wulff |

## Kitesurfen
Verwendete Bootsklassen:
- Formula Kite (seit 2024)

### Formula Kite
| Olympia | Gold             | Silber         | Bronze            |
| ------- | ---------------- | -------------- | ----------------- |
| 2024    | Eleanor Aldridge | Lauriane Nolot | Annelous Lammerts |

## Windsurfen
Verwendete Bootsklassen:
- Lechner A-390 (1992)
- Mistral (1996–2004)
- RS:X (2008–2020)
- iQFoiL (seit 2024)

### Lechner A-390
| Olympia | Gold            | Silber         | Bronze          |
| ------- | --------------- | -------------- | --------------- |
| 1992    | Barbara Kendall | Zhang Xiaodong | Dorien de Vries |

### Mistral
| Olympia | Gold               | Silber          | Bronze             |
| ------- | ------------------ | --------------- | ------------------ |
| 1996    | Lee Lai-shan       | Barbara Kendall | Alessandra Sensini |
| 2000    | Alessandra Sensini | Amelie Lux      | Barbara Kendall    |
| 2004    | Faustine Merret    | Yin Jian        | Alessandra Sensini |

### RS:X
| Olympia | Gold           | Silber             | Bronze                |
| ------- | -------------- | ------------------ | --------------------- |
| 2008    | Yin Jian       | Alessandra Sensini | Bryony Shaw           |
| 2012    | Marina Alabau  | Tuuli Petäjä       | Zofia Noceti-Klepacka |
| 2016    | Charline Picon | Chen Peina         | Stefanija Jelfutina   |
| 2020    | Lu Yunxiu      | Charline Picon     | Emma Wilson           |

### iQFoil
| Olympia | Gold           | Silber        | Bronze      |
| ------- | -------------- | ------------- | ----------- |
| 2024    | Marta Maggetti | Sharon Kantor | Emma Wilson |